# Штибиц (Баутцен)

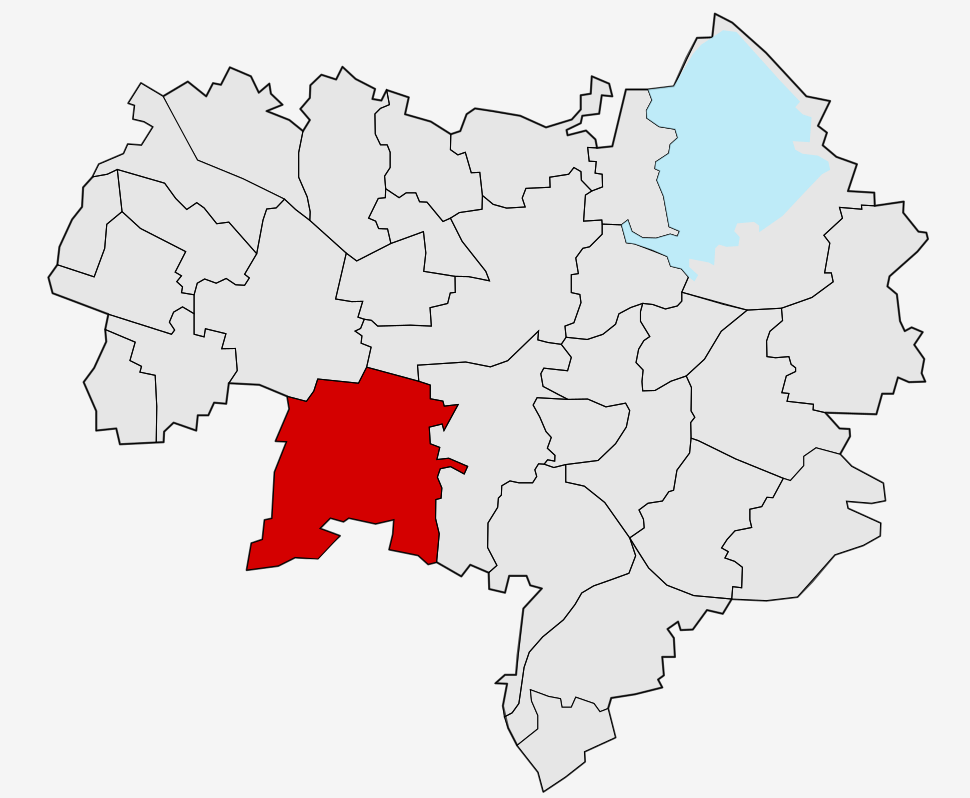
Штибиц на городской карте Баутцена

Шти́биц или Счи́йецы (нем. Stiebitz; в.-луж. Sćijecyо файле) — сельский населённый пункт в Верхней Лужице, находящийся с 1994 года в городских границах Баутцена, Германия. Район Баутцена. В границы Штибица входит также деревня Ратарецы. Второй по численности населения после Оберкайны район Баутцена за пределами его исторического центра.

## География
Находится на берегу притока Шпрее реки Счийечанка (Sćiječanka) примерно в двух километрах западнее исторического центра Бауцтена. Через деревню проходит автомобильная дорога S119 и на севере — железнодорожная линия Баутцен — Хойерсверда.
Соседние населённые пункты: на севере — деревня Ратарецы, на востоке — городской район Западне-Пшедместо, на юге — деревня Грубельчицы коммуны Добершау-Гаусиг, на юго-западе — деревня Горня-Боршч коммуны Гёда, на западе — деревня Тши-Гвезды коммуны Гёда и на северо-западе — деревня Слона-Боршч (в городских границах Баутцена).

## История
Впервые упоминается в 1242 году в личном имени «Martinus de Stewicz» (Мартин из Штевица). С 1936 по 1994 года деревня входила в состав коммуны Раттвиц. В 1994 году вошла вместе с деревней Раттвиц в границы Баутцена как самостоятельный городской район.
В настоящее время деревня входит в состав культурно-территориальной автономии «Лужицкая поселенческая область», на территории которой действуют законодательные акты земель Саксонии и Бранденбурга, содействующие сохранению лужицких языков и культуры лужичан.
Исторические немецкие наименования
- Martinus de Stewicz, 1242
- Stewicz, 1303
- Stewicz, 1442
- Stybitz, 1499
- Stywitz, Stibitz, 1500
- Stiebitz, 1732

## Население
Официальным языком в населённом пункте, помимо немецкого, является также верхнелужицкий язык.
Согласно статистическому сочинению «Dodawki k statisticy a etnografiji łužickich Serbow» Арношта Муки в 1884 году в деревне проживало 96 человека (из них — 70 лужичанина (73 %)).
Лужицкий демограф Арношт Черник в своём сочинении «Die Entwicklung der sorbischen Bevölkerung» указывает, что в 1956 году при общей численности в 821 человека серболужицкое население деревни составляло 6,7 % (из них 48 взрослых владели активно верхнелужицким языком, 3 взрослых — пассивно; 4 несовершеннолетних свободно владели языком).
| 1834 | 1871 | 1890 | 1910 | 1925 | 1939 | 1946 | 1950 | 1964 | 1990 | 2020 |
| ---- | ---- | ---- | ---- | ---- | ---- | ---- | ---- | ---- | ---- | ---- |
| 64   | 97   | 90   | 194  | 290  | 716  | 891  | 880  | 717  | 693  | 570  |

## Достопримечательности
Культурные памятники федеральной земли Саксония
Всего в населённом пункте находятся семь объектов памятников культуры и истории:
| № | Объект                                 | Немецкое наименование                                       | Датировка   | Месторасположение    | Номер объекта в реестре | Фото |
| - | -------------------------------------- | ----------------------------------------------------------- | ----------- | -------------------- | ----------------------- | ---- |
| 1 | Жилой дом                              | Wohnhaus                                                    | 1900        | Alt-Rattwitz 17      | 09251397                |      |
| 2 | Особняк бывшей усадьбы                 | Herrenhaus                                                  | 1890        | Alt-Rattwitz 20      | 09251395                |      |
| 3 | Каменный дорожный указатель            | Königlich-Sächsische Meilensteine                           | XIX век     | Dresdener Straße     | 09250199                |      |
| 4 | Поместье и усадебный парк              | Rittergut und Gutspark Rattwitz                             | 1770        | Alt-Rattwitz 18, 20  | 09300992                |      |
| 5 | Фазанарий бывшей усадьбы               | Fasanerie eines ehemaligen Rittergutes                      | XIX век     | Neukircher Straße 10 | 09250431                |      |
| 6 | Дом привратника                        | Bahnwärterhaus                                              | 1900        | Neukircher Straße 23 | 09304634                |      |
| 7 | Жилой дом с хозяйственными постройками | Wohnhaus im Heimatstil mit Nebengebäude in offener Bebauung | 1930 — 1935 | Rattwitzer Straße 8  | 09251394                |      |